# Giuliano Nostini
Giuliano Nostini (* 3. Oktober 1912 in Rom; † 16. August 1983 in Brixen) war ein italienischer Florettfechter.

## Erfolge
Giuliano Nostini wurde mit der Mannschaft sechsmal Weltmeister, davon fünfmal in Folge: 1933 in Budapest, 1934 in Warschau, 1935 in Lausanne, 1937 in Paris, 1938 in Piešťany und 1949 in Kairo. 1947 gewann er mit ihr in Lissabon zudem Silber. Im Einzel sicherte er sich 1949 in Kairo mit Bronze seine einzige Medaille. Bei den Olympischen Spielen 1948 in London erreichte er mit der Mannschaft ungeschlagen die Finalrunde, in der die italienische Equipe sämtliche Partien außer die gegen Frankreich gewann und damit den zweiten Platz belegte. Neben Edoardo Mangiarotti, Saverio Ragno, Giorgio Pellini, Manlio Di Rosa und seinem Bruder Renzo Nostini erhielt er somit die Silbermedaille. Im Einzel schied er in der dritten Runde als Sechster seiner Gruppe mit 2:4-Siegen aus.